# Неронович, Евгений Васильевич
Евгений Васильевич Неронович (1888—1918) — украинский политический и общественный деятель, революционер. Член Украинской Центральной Рады. С марта 1918 года — народный секретарь военных дел советского правительства Украины.

## Биография
Евгений Неронович родился 1888 года возле города Пирятин (Полтавская губерния). Получил среднее образование в Полтавской мужской гимназии и на электромеханическом отделении Петербургского политехнического института. Ещё учась в Полтаве, основал первый гимназический печатный журнал «Возрождение» (1907). В 1913 году возглавил редакцию издававшегося в Санкт-Петербурге журнала «Украинский студент».
Деятель УСДРП. В 1917 году вошёл в состав Центральной рады как представитель Всеукраинского совета солдатских депутатов. Незадолго до того возглавил левое крыло украинских социал-демократов, выступавшее за сотрудничество с большевиками, за создание независимого украинского советского государства.
В 1918 году перешёл в партию большевиков. С марта 1918 Неронович — народный секретарь военных дел советского правительства Украины. Был членом делегации правительства РСФСР на мирных переговорах в Брест-Литовске.
25 марта 1918 года Неронович был арестован гетманскими войсками в городе Великие Сорочинцы и без какого-либо суда расстрелян.

## Память
В 1925 г. Великие Сорочинцы были переименованы в Нероновичи, но в 1931 г. городу было возвращено прежнее название.